# Boys & Girls (サディスティック・ミカ・バンドの曲)
「Boys & Girls」（ボーイズ・アンド・ガールズ）は、日本のロックバンドであるサディスティック・ミカ・バンドが1989年3月1日にリリースした6枚目のシングルである。

## 解説
マツダ『ファミリア』（BG型）CMソング。
アルバム『天睛』の先行シングルで、ボーカルに桐島かれんを迎えて制作されたシングル。
リードボーカルは、桐島かれんと高橋幸宏が担当している。

## リリース履歴
| No. | 日付         | レーベル                  | 規格        | 規格品番                      | 最高順位 | 備考 |
| --- | ------------ | ------------------------- | ----------- | ----------------------------- | -------- | ---- |
| 1   | 1989年3月1日 | 東芝EMI／イーストワールド | EP CT 8cmCD | RT07-2301 ZX10-2301 XT10-2301 | 13位     |      |

## 収録曲
| 全編曲: SADISTIC MICA BAND。 |                    |                  |                            |      |
| #                            | タイトル           | 作詞             | 作曲                       | 時間 |
| 1.                           | 「Boys & Girls」   | 森雪之丞・小原礼 | 加藤和彦・高橋幸宏・小原礼 | 4:34 |
| 2.                           | 「愛と快楽主義者」 | 森雪之丞         | 小原礼・高橋幸宏           | 4:59 |
| 合計時間:                    | 合計時間:          | 合計時間:        | 合計時間:                  | 9:33 |